# جورجتاون، شهرستان کارل، ایلینوی
جورجتاون (به انگلیسی: Georgetown) یک منطقهٔ مسکونی در ایالات متحده آمریکا است که در شهرستان کرول، ایلینوی واقع شده‌است. جورجتاون ۲۷۷٫۰۷ متر بالاتر از سطح دریا واقع شده‌است.